# Thập niên 1250
Thập niên 1250 là thập niên diễn ra từ năm 1250 đến 1259.